# Gasterophilose

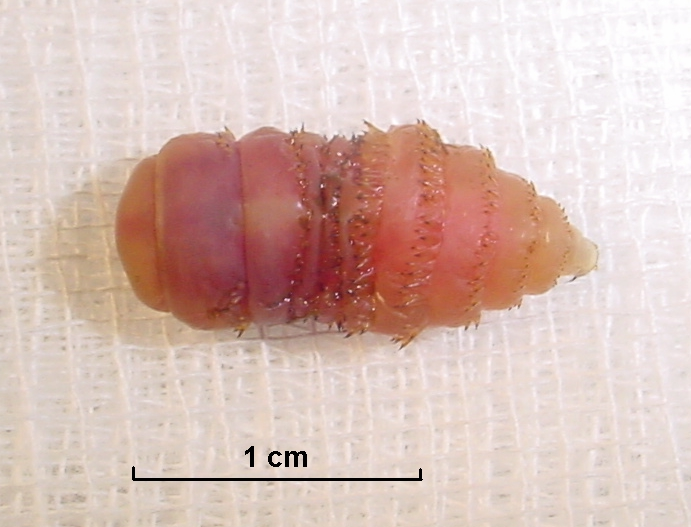
Magendassellarve

Als Gasterophilose bezeichnet man den Befall von Pferden mit Dasselfliegenlarven der Gattung Gasterophilus. In Europa dominieren Gasterophilus intestinalis, G. haemorrhoidalis und G. nasalis. Die Infektion erfolgt in Nord- und Mitteleuropa vor allem im Spätsommer, in Südeuropa häufig bereits im Frühsommer. Der Mensch ist für die Parasiten ein Fehlwirt, das heißt, bei ihm findet keine vollständige Entwicklung statt. Sehr selten tritt beim Menschen ein Befall der Haut (Gasterophilosis cutis) mit Hautwanderlarven (Larva migrans cutanea) oder des Magens (Gastromyiasis) auf. Bei Pferden zeigt sich der frühe Befall in reduzierter Futteraufnahme und Schluckbeschwerden. Später können verschiedene Magen-Darm-Störungen auftreten, aber auch ein symptomloser Verlauf ist selbst bei starkem Befall möglich. Die Behandlung erfolgt durch Antiparasitika wie Ivermectin.

## Krankheitsentstehung

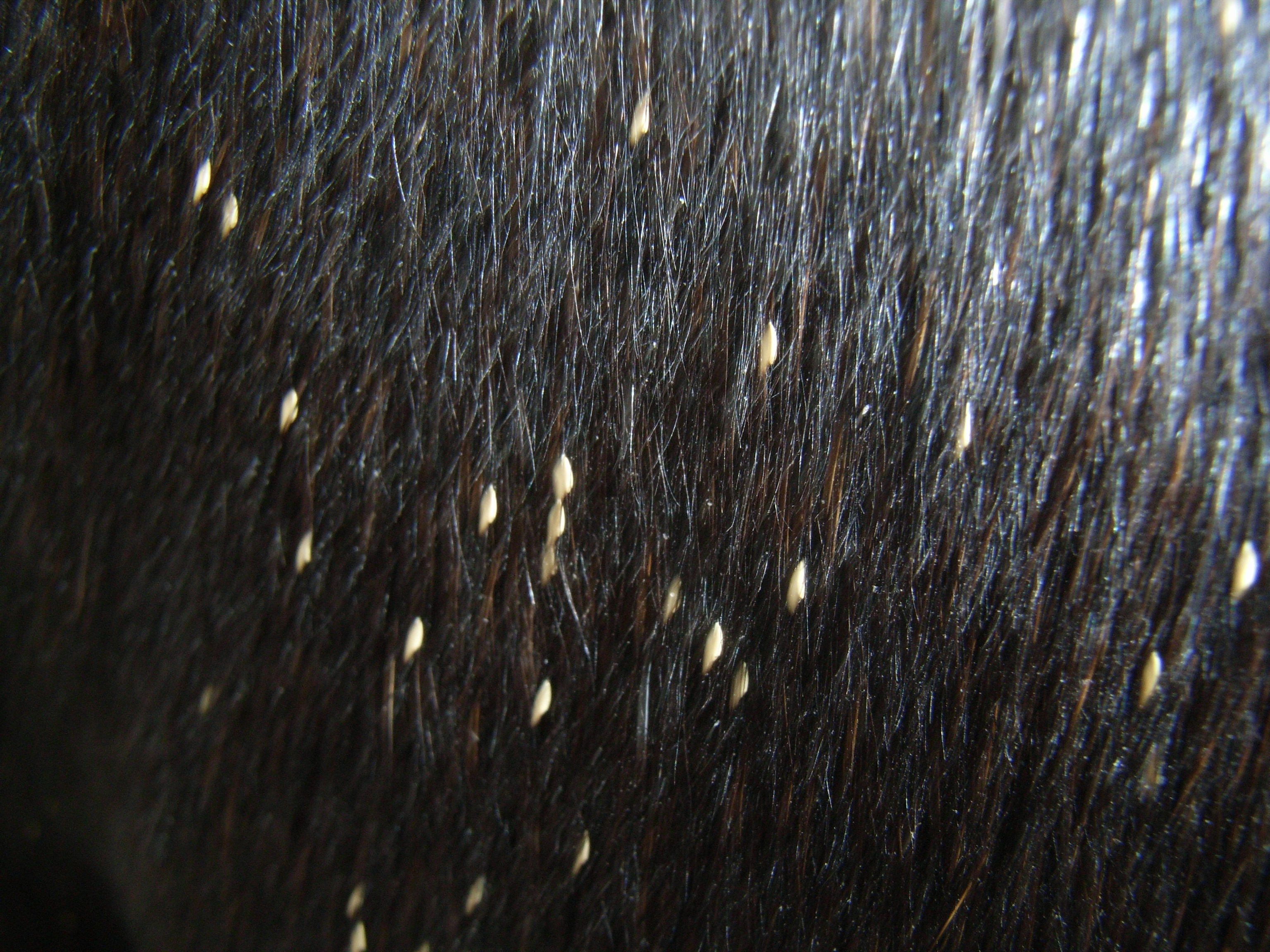
Gasterophilus-Eier an einem Pferd

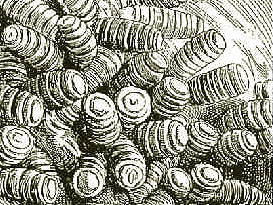
G. intestinalis-Larven in der Magenschleimhaut

Die Fliegenweibchen heften ihre 1 bis 2 mm großen Eier an die Haare des Pferdes und sterben nach der Eiablage. Die Eiablage erfolgt meist im Kopfbereich, bei G. intestinalis an Vorderbeinen, Schulter und Flanke. G. pecorum legt seine Eier auf Weidegras. Aus den Eiern schlüpft die Larve 1, welche durch Belecken oder aktive Larvenwanderung in die Mundhöhle gelangen. Dort verursacht sie Zahnfleischentzündungen. Durch Abschlucken gelangt die Larve 2 in Magen (G. intestinalis), Zwölffingerdarm (G. nasalis, G. haemorrhoidalis) oder Mastdarm (G. haemorrhoidalis, G. inermis), wo sie sich zur Larve 3 häutet. Die spindelförmige Larve 3 ist 1,2 bis 2 cm lang. Die Larven heften sich an der Schleimhaut an und verursachen geschwürige Veränderungen.

## Klinisches Bild
Die Gasterophilose beginnt meist mit reduzierter Futteraufnahme und Schluckbeschwerden infolge der Schäden durch die Larve 1 in Mundhöhle und Rachen. Die Schäden der Larve drei rufen selbst bei starkem Befall nicht immer klinische Erscheinungen hervor. Es können aber Magen- und Darmgeschwüre, chronische Magenschleimhautentzündungen, Darmobstruktionen, Volvulus, Mastdarmvorfälle, Rupturen der Wand des Magen-Darm-Kanals, Bauchfellentzündungen, Blutarmut und Durchfall auftreten.

## Diagnose
Die Eier können mit bloßem Auge im Fell identifiziert werden. Die Larven sind mittels Magendarmspiegelung (Gastroskopie) sichtbar. Darüber können die Larven mittels Polymerase-Kettenreaktion (PCR) nachgewiesen werden oder indirekt durch einen Antikörpernachweis mittels ELISA, was allerdings nicht routinemäßig durchgeführt wird.

## Behandlung
Eier können mittels Waschung aus dem Fell entfernt werden. Die Gasterophilus-Larven lassen sich durch Ivermectin wirksam bekämpfen. Die Behandlung sollte im Spätherbst erfolgen.